# Peter Graf (treinador de tênis)
Peter Graf (Mannheim, 18 de junho de 1938 – Mannheim, 30 de novembro de 2013) foi um comerciante de seguros e treinador de tênis. Pai e empresário da tenista alemã Steffi Graf.
Graf cresceu como filho único de Alfons e Rosemarie Graf em uma família de fortes preceitos católicos em Mannheim. Após a Segunda Guerra Mundial estudou no Karl-Friedrich-Gymnasium Mannheim. Sua mãe morreu quando ele tinha 18 anos de idade. Depois disso suas relações com seu pai tornaram-se difíceis, e ambos passaram anos se se falarem. Graf jogou futebol no FC Friedrichsfeld.

## Patrocinador e empresário de sua filha Steffi Graf
Peter Graf trabalhou como comerciante de seguros e revendedor de carros usados, quando descobriu para si o esporte do tênis aos 27 anos de idade. Em poucos anos tornou-se jogador da liga regional e adquiriu uma carteira de treinador e uma quadra de tênis.
Graf descobriu cedo o potencial esportivo e motor de sua filha Stefanie, que iniciou a jogar tênis em 1973 com a idade de quatro anos. Orientada pelo pai, Steffi ganhou em 1975 um tradicional torneio para jovens em Munique. Convencido pelo talento ímpar de sua filha, abandonou dois anos depois sua atividade profissional, passando a dedicar-se integralmente como seu treinador.